# Anechurinae
Anechurinae – podrodzina skorków z podrzędu Neodermaptera i rodziny skorkowatych.
Skorki te mają szerokie, przysadziste, zwarte ciało. Czułki mają czwarty człon wyraźnie krótsze od trzeciego. Pokrywy (tegminy) mogą być w pełni rozwinięte, skrócone lub szczątkowe, zawsze jednak pozbawione listewek wzdłuż brzegów bocznych. Od innych skorkowatych wyróżniają się szerszym niż dłuższym śródpiersiem. Inne pewne cechy pozostają nieznane, a i ta bywa problematyczna u niektórych przedstawicieli rodzaju zadzierka (Anechura), stąd też podrodzina ta wymagać może poważnej rewizji systematycznej.
Takson o palearktycznym zasięgu. W siedliskach wysokogórskich Palearktyki stanowi dominującą grupę skorków, występując pod kamieniami, głazami, na pobrzeżach strumieni i pograniczach śniegu. W Polsce występują: kikutniczka pospolita i Anechura bipunctata.
Podrodzinę tę wprowadził Malcolm Burr w 1907 roku. Należy doń 9 rodzajów:
- Anechura Scudder, 1876 – zadzierka[6]
- Chelidura Latreille, 1825 – kikutniczka[7], kusokrywka[6]
- Eumegalura Bey-Bienko, 1934
- Mesasiobia Semenov, 1908
- Neopterygida Srivastava, 1984
- Oreasiobia Semenov, 1936
- Perirrhytus Burr, 1911
- Pseudochelidura Verhoeff, 1902
- Pterygida Verhoeff, 1902